# كارلوس ألبرتو رودريغيز
كارلوس ألبرتو رودريغيز (بالإسبانية: Carlos Alberto Rodríguez) هو لاعب كرة قدم مكسيكي، ولد في 3 يناير 1997 في سان نيكولاس دي لوس غارزا في المكسيك. شارك مع منتخب المكسيك لكرة القدم. أما مع النوادي، فقد لعب مع نادي مونتيري.

## وصلات خارجية
- كارلوس ألبرتو رودريغيز على موقع قاعدة بيانات كرة القدم.إي يو (الإنجليزية)
- كارلوس ألبرتو رودريغيز على موقع ناشيونال فوتبول تيمز (الإنجليزية)
- كارلوس ألبرتو رودريغيز على موقع Soccerway.com (الإنجليزية)
- كارلوس ألبرتو رودريغيز على موقع عالم كرة القدم.نت (الإنجليزية)
- كارلوس ألبرتو رودريغيز على موقع أوليمبيديا (الإنجليزية)